# ريكا نوغوشي
ريكا نوغوشي (باليابانية: 野口里佳؛ بالكانا: のぐち りか) هي مصورة يابانية، ولدت في 1971 في طوكيو في اليابان.